# Прапорцева сигналізація

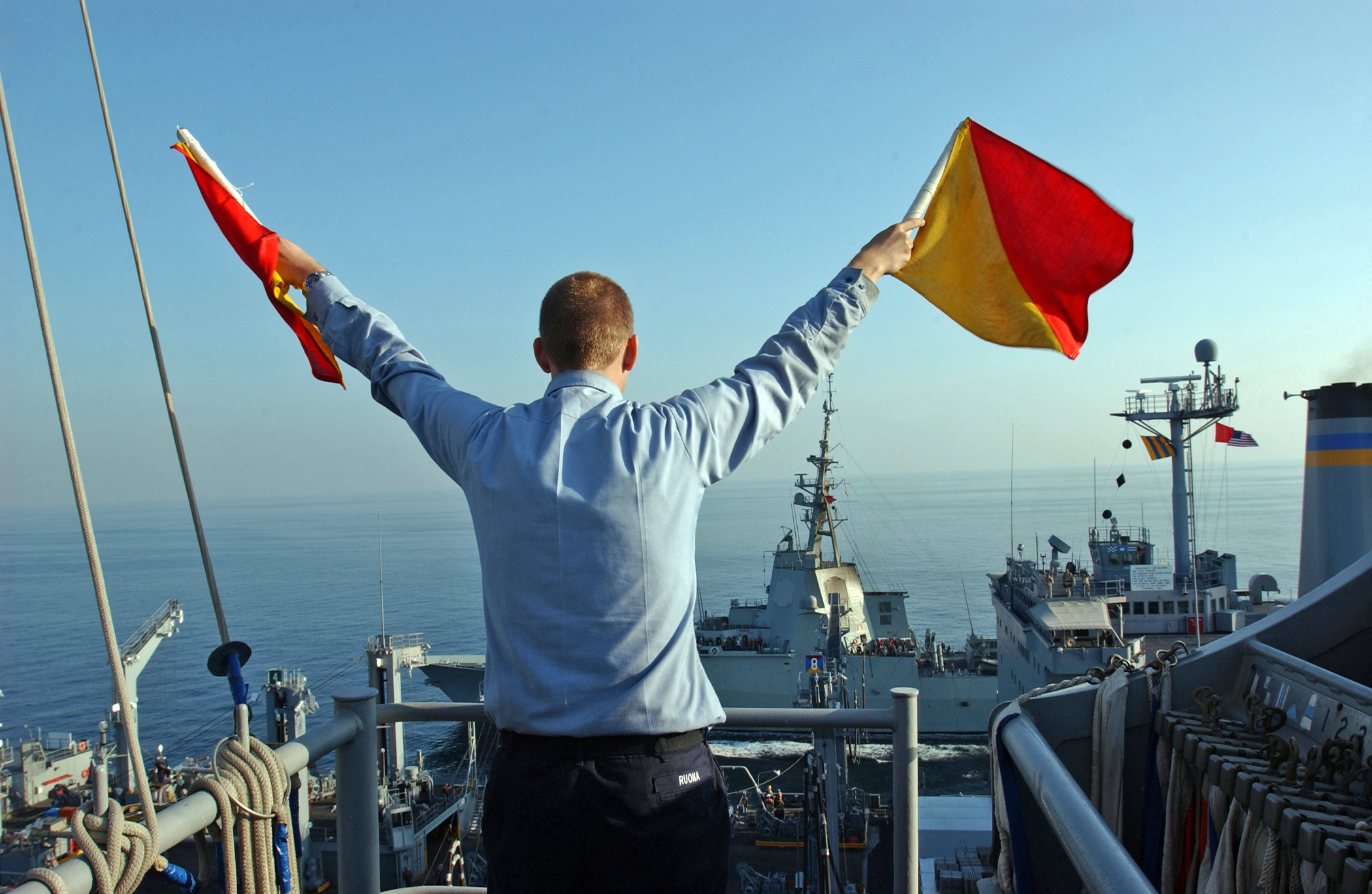
Квартирмейстер ВМФ США на борту авіаносця «Теодор Рузвельт» під час тренування з UNREP. Положення рук передає латинське U.

Прапорцева сигналізація — спосіб комунікації, що застосовується у військово-морському флоті та в сухопутних військах; полягає в передаванні команд (сигналів) за допомогою вивішування спеціальних прапорців (тільки на флоті) чи сигналістами (на флоті і в армії).

## На флоті
За допомогою сигнальних прапорів кораблі (берегові пости) здійснюють зв'язок у світлий час доби.

### Історія
Зведення (зводи) сигналів для мореплавців стали видаватися з початку XIX століття.
Перший Міжнародний звід сигналів був складений у 1855 році комітетом, створеним міністерством торгівлі Великої Британії. У цьому зводі описані до 70 тисяч сигналів, 18 прапорів і використовували загальноприйняті міжнародні сигнали. Звід до використання був виданий в 1857 р. Більшість тогочасних морських держав прийняли його до загального використання.
- Перегляд видання 1857 року вперше було здійснене у 1887 році[1] новим складом комітету, створеним знову ж таки міністерством торгівлі Великої Британії. Відбулося обговорення пропозицій між відповідними органами великих морських держав світу. За результатами цього обговорення в звід були внесені значні зміни, після чого він був виданий у 1897 р.
- У Вашингтоні в 1927 р. проходила Міжнародна конференція з радіотелеграфного зв'язку, яка розглянула пропозиції про перегляд зведення і винесла рішення про підготовку проекту сімома мовами.
- Нове видання було підготовлено до 1930 р. і прийнято Міжнародною конференцією по радіотелеграфному зв'язку, що відбулася в Мадриді в 1932 р. Цей звід складався з двох томів: перший — для використання при сигналізації візуальними засобами зв'язку, а другий — для радіотелеграфного зв'язку. Звід призначався головним чином для зв'язку між суднами та літаками і для зв'язку суден або літаків з береговою владою через берегові радіостанції. Певна частина сигналів призначалася для зв'язку з судновласниками, агентами, ремонтними майстернями і т. д. На тій же конференції 1932 р. був створений постійний комітет з Міжнародного зводу сигналів, призначений для перегляду і зміни зводу в разі необхідності, а також для того, щоб давати роз'яснення з питань використання зведення і розглядати пропозиції щодо його модифікації. Обов'язки секретаріату постійного комітету були взяті на себе урядом Великої Британії. Постійний комітет зібрався лише один раз, у 1933 р., внісши при цьому деякі поправки.
- У 1947 р. Адміністративна радіоконференція Міжнародного союзу електрозв'язку запропонувала передати Міжнародний звід сигналів в компетенцію Міжурядової морської консультативної організації (ІМКО).
- У 1959 ІМКО прийняла функції комітету з Міжнародного зводу сигналів, і виконує їх і сьогодні.

### На сучасному флоті
Сигнальні прапори, підняті в тій чи іншій комбінації, складають прапорний сигнал, який може включати одне або кілька прапорових сигнальних поєднань.
Поєднання можуть бути однопрапоровими, двохпрапоровими, трьохпрапоровими.
Для зручності та скорочення часу обміну сигнальними прапорами використовують поєднання (зводи) сигналів, що дають можливість частково або повністю текст повідомлення замінювати окремими сигналами, що мають такий же текстовий сенс.
У Військово-морському Флоті застосовуються зведення військово-морських сигналів та Шлюпкова сигнальна книга, що мають комплекти сигнальних прапорів. Комплекти прапорів зведень військово-морських сигналів складаються з 59 прапорів (32 буквених, 10 цифрових, 4 додаткових та 13 спеціальних). Шлюпкові сигнальні книги — з 54.
За своєю формою прапори поділяються на прямокутні, прямокутні з косицями, трикутні і вимпельні. У комплекті прапорів зводу військово-морських сигналів прямокутних прапорів 38, прямокутних з косицями 4, трикутних 15 і вимпельних 2.
Прапори виготовляють з штапельної або вовняної тканини, іменованої флагтухом, на яку наносять їх забарвлення особливо стійкими фарбами. Для кольори прапорів використовують п'ять кольорів: червоний, жовтий, синій, чорний і білий. Для приєднання прапорів до фалів, а також для кріплення прапорів між собою у кожного з них в передній шкаторині є лінь з клевантами. Верхній кінець ліня короткий, нижній довгий.
Сигнальні прапори виготовляють п'яти комплектів.

### Семафорна прапорцева абетка на флоті
Кирилична семафорна (прапорцева) азбука розроблена віце-адміралом Степаном Макаровим, і використовується у російському ВМФ з 1895 року. Російська прапорна абетка містить 29 буквених та три спеціальних знаки і не включає в себе цифр і знаків пунктуації.
Передача інформації в цьому виді зв'язку ведеться словами по буквах, а швидкість передачі може сягати 60-80 знаків в хвилину.
Прапорцевий семафор призначений для зв'язку в світлу пору доби. Зв'язок ним здійснюється тільки словами, що передаються по буквах. Досягається це завдяки тому, що кожна буква російської абетки має присвоєний їй певний умовний знак. Кожен умовний знак зображується певним положенням рук сигналіста-семафорника з прапорцями (див. малюнок).
Шляхом послідовного показу знаків букв, так, як вони чергуються у слові, здійснюється його передача на відстань. Такий спосіб дозволяє передавати будь-які слова чи пропозиції. Приймання засноване на правильному визначенні букв за їх умовним знакам та складання по ним (читанні) слів чи пропозицій.
Передані і прийняті таким порядком слова і пропозиції становлять процес зв'язку прапорцевим семафором на флоті.
Умовні знаки, що відповідають буквам алфавіту, зведені в таблицю, яка отримала назву семафорної абетки.
Передача інформації семафором проводиться сигнальниками за допомогою прапорців. Ці прапорці робляться з древка довжиною до 45 см і діаметром 2,0-2,5 см, на одному кінці якого закріплюється шматок тканини розміром 30x35 см. Зазвичай для цієї мети використовується вовняна чи штапельна тканина. Колір вибирається однаковим для пари прапорців. Для передачі семафора колір прапорців вибирається залежно від фону, на якому здійснюється зв'язок. На темному тлі використовуються прапорці, що мають тканину світлого тону (жовтий, білий), а на світлому фоні — тканина обирається червоного або чорного кольору.
На невеликі відстані зв'язок можна здійснювати і без прапорців або замість них використовувати безкозирки (головний убір) чи хустки.
Російська семафорна абетка складена у відповідності з російським алфавітом, включає 29 буквених і 3 службових знаки. Вона не містить цифр і знаків пунктуації. Їх передача здійснюється за літерами, словами. Наприклад, цифра «8» буде передана словом «вісім», а кома — слово «кома».

#### Українська і міжнародна семафорні абетки
| Українська семафорна абетка | Міжнародна семафорна абетка | Положення прапорів |
| --------------------------- | --------------------------- | ------------------ |
| А                           | N                           |                    |
| Б                           | H                           |                    |
| В                           | B                           |                    |
| Г, Ґ                        | F                           |                    |
| Д                           | Z                           |                    |
| Е, Є                        | C                           |                    |
| Ж                           | Y                           |                    |
| З                           | Q                           |                    |
| И                           | K                           |                    |
| І, Ї, Й                     | D                           |                    |
| К                           | X                           |                    |
| Л                           |                             |                    |
| М                           | L                           |                    |
| Н                           | A                           |                    |
| О                           | G                           |                    |
| П                           | J                           |                    |
| Р                           | P                           |                    |
| С                           | E                           |                    |
| Т                           | R                           |                    |
| У                           | U                           |                    |
| Ф                           | V                           |                    |
| Х                           | I                           |                    |
| Ц                           | S                           |                    |
| Ч                           | M                           |                    |
| Ш                           |                             |                    |
| Щ                           | T                           |                    |
| Ь                           |                             |                    |
| Ю                           | O                           |                    |
| Я                           | W                           |                    |

## В армії
До виникнення електричних засобів зв'язку прапорцева сигналізація була чи не єдиним оперативним засобом комунікації на полі бою. Кожен підрозділ мав свої прапори-хоругви, за якими командувач визначав розташування підлеглих підрозділів, підрозділів взаємодії, резерву і сили ворога. Сигнали і команди також передавалися сигналістами через сигнали труби і прапорцями вдень чи ліхтарями (смолоскипами) вночі.
У такому вигляді, як із невеликими змінами трактує Стройовий статут ЗС України, прапорцева сигналізація почала активно застосовуватися вже у 1920-1930 роки і застосовується до сьогодні.
Сигнальні прапорці виготовляються самостійно кожним офіцером, прапорщиком, військовослужбовцем за контрактом (кому належить їх мати).
Замість жовтого прапорця може використовуватись білий. Розміри полотнища 32 х 22 см. На ручках можуть наклеюватися підказки щодо подачі команд / сигналів.

### Переваги
- Не підлягає радіоперехопленню
- Неможливо визначити активність (початок артпідготовки, атаки, тощо) технічними засобами розвідки
- Не порушує режим радіомовчання

### Недоліки
- Сприймається лише підготованим особовим складом
- Сигналіст (командир), що передає команди прапорцями, одразу ж є ціллю № 1 для ворожих снайперів
- Необхідність командирам носити постійно при собі сигнальні прапорці, перед тим виготовивши їх самостійно

### Система команд
Нижче наводиться армійська система команд управління підрозділами. Приводяться лише деякі найбільш розповсюджені команди і сигнали, що їм відповідають.
| Зображення | Зміст |
| ---------- | --- |
|            | Команда «Увага» подається відповідним сигналом перед початком подання інших команд для управління строєм також у вигляді сигналів (підняти праву руку вгору (жовтий прапорець) і тримати до відклику (до повторення сигналу «Увага»). |
|            | Команда «Збір командирів» подається для збору командирів з метою постановки завдання у вигляді сигналу (підняти праву руку (червоний або жовтий прапорець) вгору і робити нею (ним) колові рухи над головою, після чого хутко опустити). Та сама команда з одним білим прапорцем означає ВСІ — до МЕНЕ |
|            | Команда «Вперед» подається для початку виконання руку колон у зазначеному напрямі у вигляді сигналу (підняти праву руку (жовтий прапорець) вгору, повернутися у напрямку руху та опустити руку в напрямку руху на рівень плеча). Усі машини починають рух одночасно в тому строю, в якому вони знаходилися на місці, і дотримуються дистанцій та інтервалів, обумовлених перед початком руху. |
|            | Команда «Стій» подається для припинення руху колон у зазначеному напрямку у вигляді сигналу (підняти ліву руку (червоний прапорець) вгору і швидко опустити вниз перед собою, повторюючи таку дію до виконання). Після зупинки першої машини усі інші під'їжджають до неї і зупиняються на відстані не менше десяти метрів одна від одної або на дистанціях, визначених командиром. |
|            | Команда «Збільшити дистанцію» подається для зміни дистанції у вигляді сигналу (підняти ліву руку (червоний прапорець) вгору, а праву (жовтий прапорець) випростати горизонтально убік і розмахувати нею вниз та угору до рівня плеча). |
|            | Команда «Зменшити дистанцію» подається для зміни дистанції у вигляді сигналу (підняти праву руку (жовтий прапорець) вгору, а ліву (червоний прапорець) випростати горизонтально убік і розмахувати нею вниз та угору до рівня плеча). |
|            | Команда «У колону» подається для встановлення виду пересування машин у похідному строю за сигналом (підняти праву руку (жовтий прапорець) вгору та опустити її, тримаючи передпліччя вертикально, і повторювати до відклику). |
|            | Команда «Усі кругом» подається для одночасної зміни напрямку руху усіх машин. Кожна машина зупиняється, не скорочуючи дистанції, поворотом ліворуч розвертається кругом і рухається далі у зворотному напрямку. За сигналом (витягнути ліву руку (червоний прапорець) горизонтально вбік, а праву (жовтий прапорець) підняти вгору й виконувати кругові рухи над головою). |
|            | Команда «Усі праворуч» (ліворуч) подається для одночасного повороту у зазначеному напрямку під час руху; після виконання — рух продовжується у новому напрямку за сигналом (випростати ліву руку (червоний прапорець) горизонтально убік, а праву руку (жовтий прапорець) підняти вгору, повернутися в бік повороту і розмахувати правою рукою вгору і вниз до рівня плеча (повторювати до відклику)). |
|            | Команда «До машин» використовується перед посадкою у бойові машини піхоти, бронетранспортери, автомобілі. За цією командою спеціально призначені військовослужбовці відчиняють двері (кришки люків для посадки) десантного відділення; в автомобілях водії (у разі потреби) відчиняють задній борт і виставляють драбини. Військовослужбовці бігом наближаються до своїх машин і вишиковуються для посадки, як зазначено у Стройовому статуті. Сигнал підняти обидві руки вгору (у правій — жовтий, у лівій — червоний прапорець) та утримувати до виконання). Так само команда подається на зупинці при необхідності залишити о/с транспорт (спішитися) |
|            | Команда «На місця» застосовується для посадки у машини на свої місця. Для здійснення посадки використовуються колеса, гусениці та підніжки. Зброя береться якнайзручніше (ротні кулемети, інша важка зброя — передаються військовослужбовцям, які вже сіли у машину). Після посадки військовослужбовці ставлять зброю між колінами і підтримують її обома руками. Сигнал — підняти обидві руки вгору(Як До-МАШИН — у правій — жовтий, у лівій — червоний прапорець) і різко опустити через сторони — вниз. |